# 汤峪镇 (眉县)
汤峪镇，是中华人民共和国陕西省宝鸡市眉县下辖的一个乡镇级行政单位。

## 行政区划
汤峪镇下辖以下地区：
楼观塬村、屯庄村、梁村、屈刘堡村、闫家堡村、潼关寨村、上王村、尖咀石村、小法仪村、八庄村、豆家河村、羊仓堡村、讲渠村、钟吕坪村、郝口坡村和新联村。